# حرب شمالكالدي
يشير مصطلح حرب شمالكالدي إلى فترة العنف القصيرة الممتدة منذ عام 1546 وحتى 1547 بين قوات الإمبراطور شارلكان (ويُدعى أيضًا بكارلوس ملك إسبانيا الأول أو كارل الخامس) من جهة، بقيادة فرناندو ألفاريز دي توليدو (دوق ألبا الثالث) وموريس ناخب سكسونيا، والاتحاد الشمالكالدي اللوثري على أراضي الإمبراطورية الرومانية المقدسة.

## الخلفية
خلال فترة الإصلاح البروتستانتي، تبنت دول إمبراطورية العديدة القانون الجديد ضد معارضة عائلة هابسبورغ الحاكمة الكاثوليكية، التي اعتبرت هذه التغيرات محاولة لزيادة الاستقلال على حساب الدول الإمبراطورية.
في أحد الاجتماعات في مدينة فورمس عام 1521 منع الإمبراطور شارلكان مارتن لوثر من الكتابة، ومنع انتشار مؤلفاته. أدانت مراسيم البرلمان لوثر، ومنعت مواطني الإمبراطورية الرومانية المقدسة بشكل رسمي من الدفاع عن أفكاره أو الترويج لها، وصُودرت ممتلكات جميع مؤيدي اللوثرية، وصادرت الحكومة الإمبراطورية نصف الممتلكات المصادرة، بينما صادر الحزب الذي وجه الاتهام النصف الثاني. في حين كان من الواضح أنه سيتم القبض على لوثر وسيُعتقل في النهاية، عُلّق تنفيذ ذلك نظرًا لتمتعه بشعبية كبيرة في ذلك الوقت، بعد أن فشلت اجتماعات مدينة نورنبرغ في تحقيق هدف اعتقال لوثر، عكس اجتماع في مدينة شباير مسار الأحداث وعلّق مراسيم اجتماع فورمس، أدان اجتماع شباير عام 1529 ذلك الاجتماع، ما حرض على قيام الاحتجاجات في المدينة وظهور مصطلح «البروتستانت». أدى ذلك إلى عرض إقرار أوغسبورغ اللوثري والدحض البابوي الكاثوليكي في اجتماع أوغسبورغ عام 1530. ردًا على الدحض، جهز فيليب ملانكتون التعريف الرئيسي. على الرغم من رفض الإمبراطور ذلك، نقح ملانكتون التعريف ليصبح وثيقة رسمية إلى حين توقيعه في لقاء في اتحاد شمالكالدي باعتباره اعتذارًا عن إقرار أوغسبورغ، لكن لم يستجب الطرف الكاثوليكي إليه حتى انعقاد مجمع ترينت منذ عام 1545 وحتى 1563.
في المقابل اجتمعت عدة ولايات لوثرية بقيادة يوهان فريدرش الأول ناخب ساكسونيا وفيليب الأول لاندغراف هسن في بلدة شمالكالدي، حيث أسسوا الاتحاد الشمالكالدي عام 1531. في البداية، منح الاتحاد الشمالكالدي عام 1532 الحرية الدينية لأعضائه. لكن عام 1544، عاد شارلكان إلى ألمانيا من الحرب الإيطالية بعد توقيعه معاهدة كريبي، وبدأ يشكل تحالفات لم تقتصر على بولس الثالث، بل مع الأمراء اللوثريين أيضًا، وعلى رأسهم موريس ناخب ساكسونيا ونسيب يوهان فريدرش الأول ناخب ساكسونيا، الذي ينحدر من سلالة فتين. بالنظر إلى تحضيرات الإمبراطور للمعركة، اجتمع القادة الشمالكالديين في الرابع من شهر يوليو عام 1546 في إشترشوسن، حيث فاوضوا على كيفية تعامل الاتحاد مع النزاع المرتقب مع الإمبراطور، اتفق يوهان فريدرش وفيليب الأول بسرعة على أن الإمبراطور يملك موارد اقتصادية أكبر، وبالتالي يمكن أن يجهز جيشًا أكبر، على أي حال، لاحظوا أيضًا أنهم في وضع يمكنهم من نقل قواتهم بشكل أسرع من الإمبراطور، لأن شارلكان لم يركز بعد على كمية كبيرة من المرتزقة. نتيجة لذلك قرروا شن حرب وقائية. بما أن مارتن لوثر توفي في شهر فبراير، أزاح ذلك عقبة رئيسية تقف في طريق اتخاذهم للقرار. جادل لوثر مرارًا وتكرارًا ضد فكرة شرعية الحرب بين الإمبراطور والاتحاد الشمالكالدي ومدى أخلاقيتها. بالنسبة إلى لوثر، يمكن أن تكون مقاومة الرعية للحاكم شرعية فقط في حال كان الحاكم مصابًا بالاستذئاب.